# Blok dla Polski
Blok dla Polski (BdP) – polskie ugrupowanie polityczne  powstałe 23 kwietnia 1997, zarejestrowane 19 maja 1998 działające do 2003, początkowo funkcjonujące jako koło parlamentarne w Sejmie, później komitet wyborczy utworzony przez działaczy, następnie partia polityczna.

## Historia
W skład Koła Parlamentarnego BBWR – Blok dla Polski pod koniec II kadencji Sejmu RP wchodzili następujący posłowie (wszyscy wybrani z list Bezpartyjnego Bloku Wspierania Reform):
- Andrzej Gąsienica-Makowski (przewodniczący koła),
- Stanisław Kowolik,
- Ryszard Olszewski,
- Zbigniew Pietrzykowski,
- Marian Piotrowski,
- Zdzisław Pisarek,
- Leszek Zieliński.

Celem udziału w wyborach parlamentarnych w 1997 działacze BdP powołali komitet wyborczy pod nazwą Narodowo-Chrześcijańsko-Demokratyczny Blok dla Polski. Na listach wyborczych tego ugrupowania znaleźli się także przedstawiciele Polskiej Unii Właścicieli Nieruchomości oraz kilku niewielkich prawicowych ugrupowań, takich jak Polskie Forum Ludowo-Chrześcijańskie „Ojcowizna” Romana Bartoszcze, Stronnictwo Demokratyczno-Narodowe Ryszarda Parulskiego, Stronnictwo Narodowe Macieja Giertycha, Ruch Opcji Ludowo-Agrarnych „Rola” Piotra Baumgarta, Młodzież Wszechpolska i inne. 
BdP deklarował się jako alternatywa dla większych ugrupowań politycznych – Akcji Wyborczej Solidarność i Ruchu Odbudowy Polski
Listę ogólnopolską Bloku dla Polski otwierali:
- Stanisław Kowolik,
- Roman Bartoszcze,
- Andrzej Gąsienica-Makowski,
- Tadeusz Koss,
- Maciej Giertych.

Wśród kandydatów znaleźli się posłowie koła parlamentarnego, niewielka grupa parlamentarzystów z lat 1991–1993 (w tym Alojzy Pietrzyk i Mieczysław Pawlak), przedstawiciele SN (Roman Giertych, Andrzej Fedorowicz, Marek Kotlinowski), „Ojcowizny” (Leszek Murzyn), a także Aldona Kamela-Sowińska czy Bogdan Pawłowski.
W wyborach Blok dla Polski zdobył 178 395 głosów, tj. 1,36% poparcia i nie uzyskał mandatów w parlamencie.
Po wyborach na bazie komitetu powołana została partia pod nazwą BdP, skupiająca część byłych działaczy BBWR z Leszkiem Zielińskim na czele. W wyborach samorządowych w 1998 BdP wszedł w skład koalicji Ruch Patriotyczny Ojczyzna. W wyborach parlamentarnych w 2001 kandydaci partii wystartowali z list Polskiego Stronnictwa Ludowego, mandat uzyskał lider ugrupowania.
Po niezłożeniu sprawozdania finansowego za rok 2001 Blok dla Polski został ostatecznie wykreślony z ewidencji partii politycznych 26 września 2002. Leszek Zieliński w 2003 założył nową partię Chrześcijańska Demokracja, która istniała do 2010.